# Опалинский, Пётр из Бнина
Пётр из Бнина и Опаленицы (Пётр Мосинский, Пётр из Радлина) (ум. 1469) — староста сантоцкий (1462). Основатель рода Опалинских.

## Биография
Представитель польского магнатского Бнинских герба «Лодзя». Род Бнинских вёл своё происхождение из города Бнина под Познанью.
В Самостежеле сохранился дворец рода Бнинских.
Старший сын Пётра Бнинского (1390—1448), староста гнезненского и старосты мосинского, путешественника и географа. Его матерью была Эльжбета с Голутово и Гултов (Голутовская) (ум. 1427).
У Петра было два брата:
- Мацей из Бнина Мощинский (после 1420—1493), генеральный староста великопольский (1475), воевода калишский (1476) и познанский (1477)
- Пётр из Бнина Мощинский (ок. 1430—1493), епископ пшемысльский (1482—1484) и куявский (1484—1493)

У него также было четыре сестры: Барбара, Дорота, Анна и Маргарита (жена каштеляна малогощского и старосты розпшского Збигнева Бонка).
Впервые с 1453 года Пётр из Бнина стал использовать фамилия «Опалинский». Кроме Опаленицы, ему принадлежали города: Серакув, Мендзыхуд, Добженица, Рынажево, Шубин, Радзево, Смигель, Богуниево, Ключево, Яроцине, Войновице, Даковы-Мокре, Турчин, Рыхвал, Костжево, Тулишкув и Тшцель.

## Брак и дети
Был женат на Маргарите из Гжини и Влошаковице (ум. ок. 1512), от брака с которой у него было три сына и четыре дочери:
- Пётр Опалинский из Опаленицы (ум. 1506), хорунжий познанский (1478), генеральный староста великопольский (1480), судья земский познанский (1486), каштелян лёндский (1504)
- Ян Опалинский (1467—1489)
- Николай Опалинский (ум. 1505/1510)
- Барбара Опалинская, муж — подкоморий познанский Марцин Понецкий (1448—1498)
- Катарина Опалинская, муж — каштелян каменский Войцех Потулицкий
- Маргарита Опалинская, муж — Ян Thader
- София Опалинская, 1-й муж — Марцин Збажский, 2-й муж — Ян Турок Лаский